# Karen Shelton
Karen Christina Shelton, nach Heirat Karen Christina Scroggs, (* 14. November 1957 in Honolulu) ist eine ehemalige Hockey-Spielerin aus den Vereinigten Staaten. Sie gewann 1984 eine olympische Bronzemedaille.

## Leben
Karen Shelton studierte am West Chester State College und spielte dort in der Hockeymannschaft. Mit dem Team gewann sie dreimal den Titel der National Collegiate Athletic Association (NCAA). Von 1977 bis 1984 war sie Mitglied der Damen-Hockeynationalmannschaft der Vereinigten Staaten. 1980 verpasste sie die Teilnahme an den Olympischen Spielen in Moskau wegen des Olympiaboykotts.
Bei den Olympischen Spielen 1984 in Los Angeles trafen in der Gruppenphase alle sechs teilnehmenden Teams aufeinander. Es siegten die Niederländerinnen vor den Deutschen. Dahinter lagen die Mannschaft der Vereinigten Staaten, die Australierinnen und die Kanadierinnen punktgleich. Während die Kanadierinnen ein negatives Torverhältnis hatten, lagen auch hier das US-Team und die Australierinnen gleichauf. Die beiden Teams trugen deshalb 15 Minuten nach dem Ende des letzten Spiels ein Siebenmeterschießen um die Bronzemedaille aus, das die Amerikanerinnen mit 10:5 gewannen. Shelton wirkte in allen Spielen mit, beim abschließenden Siebenmeterschießen gehörte sie nicht zu den fünf Schützinnen.
Nach ihrer Graduierung wurde sie 1981 Hockeytrainerin an der University of North Carolina und übte diesen Beruf über 35 Jahre aus. Sie gewann mit ihrem Team, den Tar Heels, sechsmal die Meisterschaft der NCAA, neunmal erreichte das Team den zweiten Platz. Karen Shelton wurde fünfmal zur Trainerin des Jahres gewählt.